# Francesco Serlupi-Crescenzi
Francesco Serlupi-Crescenzi (ur. 26 października 1755 w Rzymie, zm. 6 lutego 1828 tamże) – włoski kardynał.

## Życiorys
Urodził się 26 października 1755 roku w Rzymie. Studiował prawo, a następnie został referendarzem Trybunału Obojga Sygnatur i audytorem Roty Rzymskiej. 4 maja 1801 roku przyjął święcenia kapłańskie. 10 marca 1823 roku został kreowany kardynałem prezbiterem i otrzymał kościół tytularny Santa Prassede. Zmarł 6 lutego 1828 roku w Rzymie.